# 帕古亚曼河
帕古亚曼河（印尼语：Sungai Paguyaman）是印度尼西亚苏拉威西岛米纳哈萨半岛上的一条河流，是哥伦打洛省的最大河。河流总长99.3公里，发源于珀胡瓦托县1,660米高的达皮山（Dapi），先自西向东流，后转向南，最终注入托米尼湾，流域面积243,015公顷。